# Albert Albertsen
Albert Martin Albertsen (20. maj 1848 i Ærøskøbing – 9. januar 1913 på Frederiksberg) var en dansk fodboldleder og justitsråd, der blandt andet var formand for Dansk Boldspil-Union (DBU) i perioden 1897 til 1911.

## Karriere
Han var søn af skibsfører Peter Albertsen og Anne Sophie Lauritzen, kom 1864 på Ærø Amtstue, senere ved Svendborg Amt og blev 1872 exam. jur. Samme år blev Albertsen fuldmægtig på Vallø Stifts kontor, 1875 assistent i Købstædernes almindelige Brandforsikring, hvor han 1878 avancerede til fuldmægtig, 1886 til underdirektør og 1906 til direktør, hvilket han var til sin død. Han blev 1892 kancelliråd, 1906 virkelig justitsråd og 11. januar 1911 Ridder af Dannebrog. Fra 1906 var han også revisor ved Vallø Stift.

## Foreningskarriere
I 1897 stillede Albertsen op til formandsvalget i Dansk Boldspil-Union. Han blev valgt og afløste Johannes Forchhammer som formand for landets fodboldforbund. Han sad på formandsposten indtil 22. april 1911, hvor han blev afløst af Ludvig Sylow.
Albertsen kom fra Kjøbenhavns Boldklub (KB)

## Privat
Han blev gift 26. oktober 1877 i Vor Frue Kirke i Svendborg med Anna Elisabeth Christine Gregoria Henriette Kugler (6. december 1852 i Svendborg - 31. maj 1925 på Frederiksberg), datter af organist Frederik Vilhelm Kugler og Jensine Bolette Birgitte Simonsen.